# Sumitomo Ginkō

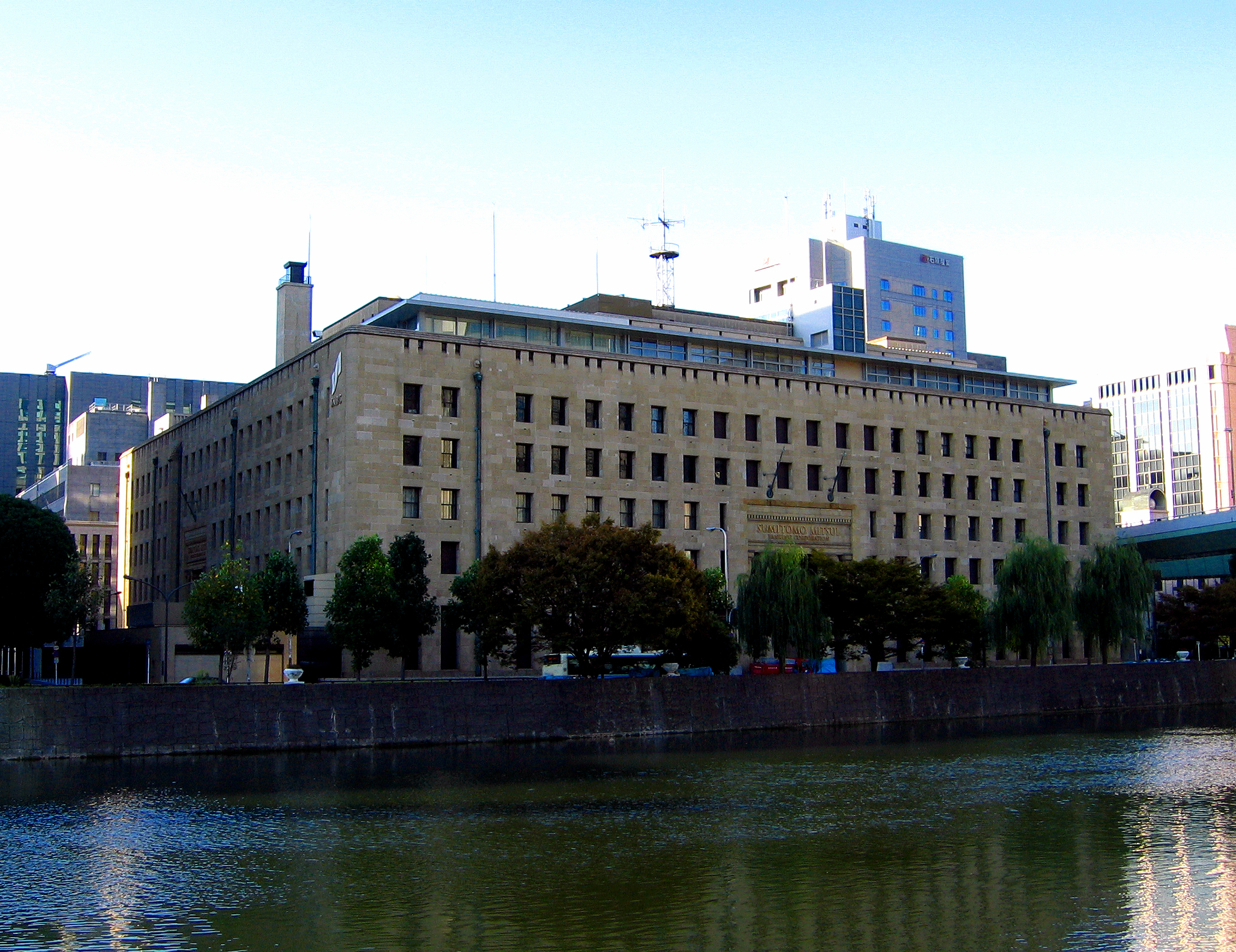
La sede centrale nel quartiere di Nakanoshima a Osaka

La Sumitomo Ginkō (株式会社住友銀行?, Kabushiki-gaisha Sumitomo Ginkō, "Banca Sumitomo s.p.a.") è stata una delle maggiori banche giapponesi.

## Storia
L'attività bancaria della famiglia Sumitomo risale al 1743 con il cambiavalute Izumiya Rihei.
La Sumitomo Ginkō venne fondata nel 1895 a Osaka da Sumitomo Kichizaemon VII come banca privata all'interno dello zaibatsu Sumitomo, di cui era una componente importante. 
Nel 1912 fu trasformata in società per azioni con 15 milioni di yen di capitale.
Durante la prima guerra mondiale, ampliò la propria attività all'estero, insieme a tutto lo zaibatsu, e aprì numerose filiali all'estero. In particolare nel 1916 aprì le filiali a San Francisco e Honolulu.
La banca fondò delle consociate in California nel 1925 e in Brasile nel 1958.
Dopo la seconda guerra mondiale lo zaibatsu fu smembrato e le imprese che ne facevano parte ebbero il divieto di utilizzare il nome "Sumitomo". La Banca scelse di chiamarsi Ōsaka Ginkō nel 1948. 
Nel 1952 la banca poté riprendere il nome originario di Sumitomo Ginkō. Negli anni del dopoguerra la Sumitomo fu la banca di riferimento per molte grandi industrie, fra cui la NEC e la Panasonic (Matsushita).

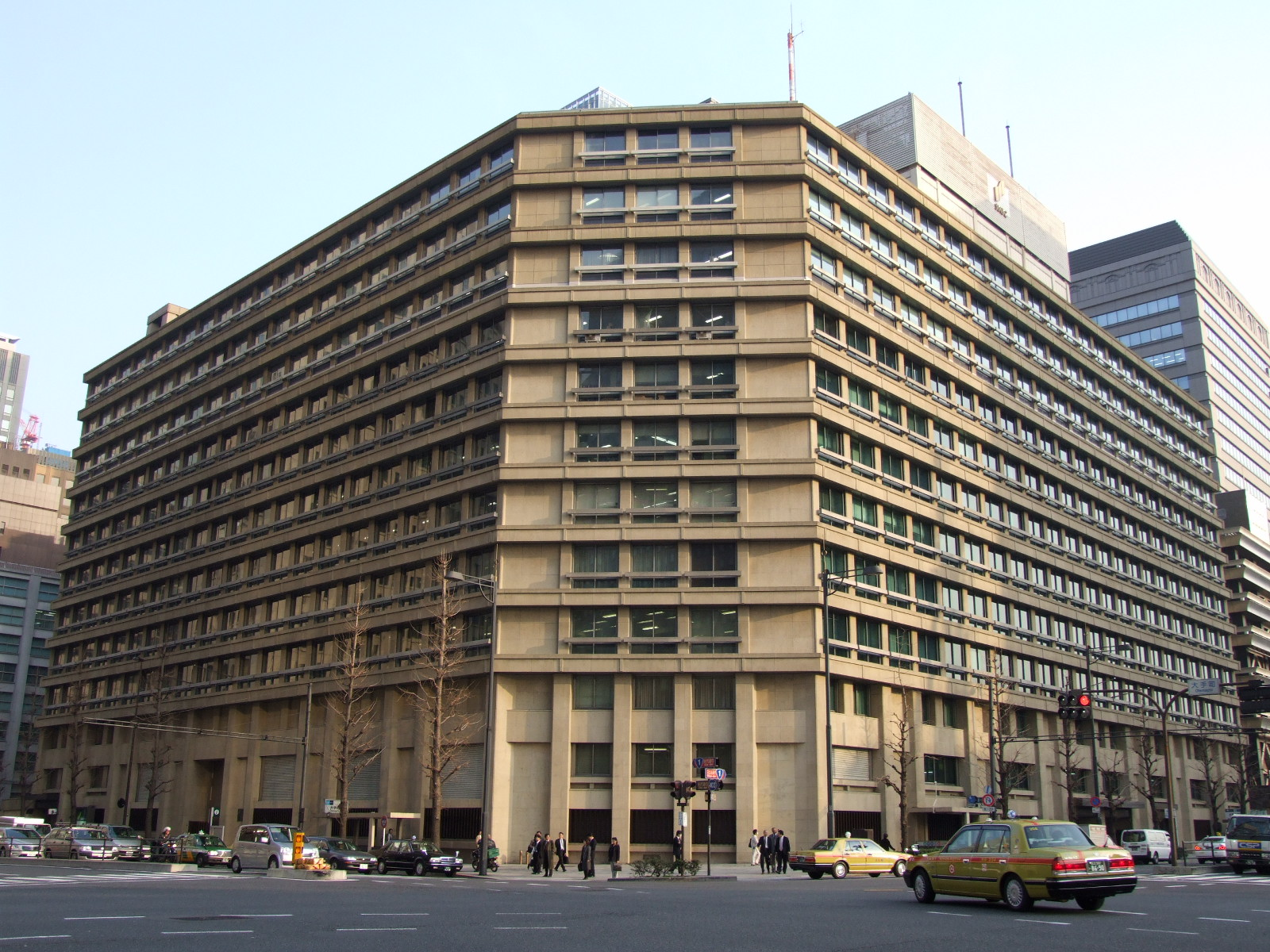
L'agenzia di Tokyo

Negli anni settanta subì perdite significative per salvare la Ataka & Co. e la Mazda. Tuttavia, ne ebbe un ritorno positivo di immagine, in quanto tali vicende dimostrarono la dedizione della Sumitomo Ginkō verso i clienti. In quest'epoca era la maggior banca giapponese per raccolta, prima della fusione fra Dai-Ichi Ginkō e Nihon Kangyo Ginkō.
Nel 1986 la Sumitomo comprò il 12,5% della Goldman Sachs.
Negli anni novanta la Sumitomo subì grosse perdite durante la bolla speculativa giapponese, maggiori di quelle delle altre banche. Dovette vendere la Sumitomo Bank of California, che era la sesta maggiore banca della California.
Nel 1999, in una fase di concorrenza sempre più accesa e seguendo una tendenza delle banche in Giappone e nel mondo, la Sumitomo annunciò la fusione con la Sakura Bank. L'operazione combinava la forte presenza al dettaglio e nel Giappone orientale della Sakura (ex Mitsui Ginkō) con la rilevante attività della Sumitomo nelle operazioni all'ingrosso e la presenza nel Giappone occidentale. Dalla fusione nacque la Sumitomo Mitsui Banking Corporation, all'epoca la terza più grande banca del mondo, dopo la Deutsche Bank e la Mizuho Bank.